# Sugar Rodgers
Ta'Shauna Rodgers, detta Sugar (Suffolk, 18 dicembre 1989), è un'ex cestista e allenatrice di pallacanestro statunitense, professionista nella WNBA.

## Carriera
È stata selezionata dalle Minnesota Lynx al secondo giro del Draft WNBA 2013 (14ª scelta assoluta).

## Palmarès
- WNBA Sixth Woman of the Year (2017)